# Pahlevan de Irán
Pahlevan de Irán (en persa: پهلوان ایران‎) es una competencia anual de Lucha libre Pahlevani celebrada en Irán, en el que los atletas de todo el país compiten. El campeón gana el título de Pahlevan y el derecho a usar el Bazouband (brazalete de campeonato). A pesar de que la competencia tiene raíces antiguas, su forma moderna se ha celebrado sólo desde 1944.
Descrito como "enredado con el alma de los pueblos iranios", el título es de prestigio atlético y cultural en Irán. El brazalete Pahlevan anteriormente fue otorgado por el Shah de Irán y en la actualidad es presentado por el presidente de Irán.

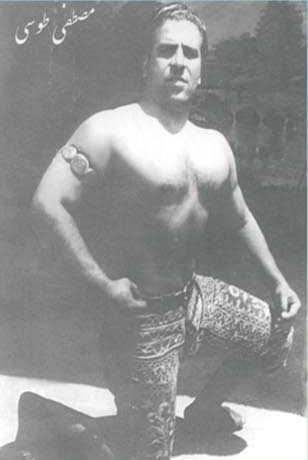
Mostafa Tousi, 3 veces ganador de la competencia (1323-25)

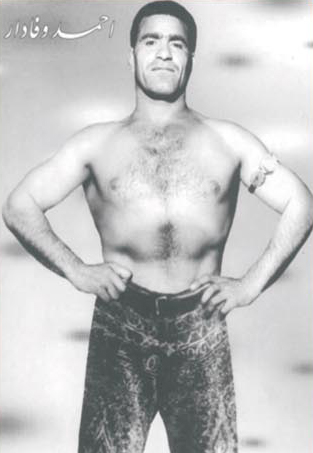
Ahmad Vafadar, 3 veces ganador (1329-31)

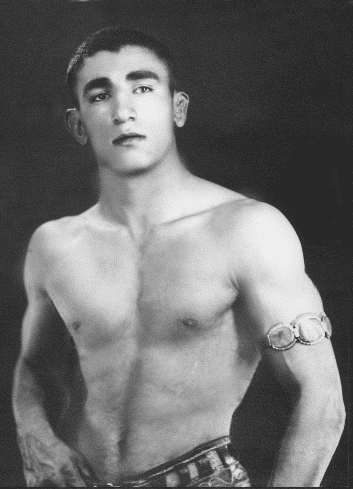
Abbas Zandi, con 4 títulos (1328, 1332-35) y el más joven Pahlevan (18 años de edad)

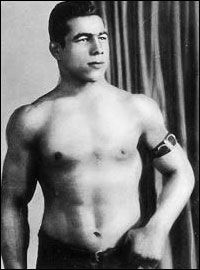
Gholamreza Takhti, 3 veces ganador (1336-38) fue apodado Jahan Pahlevan

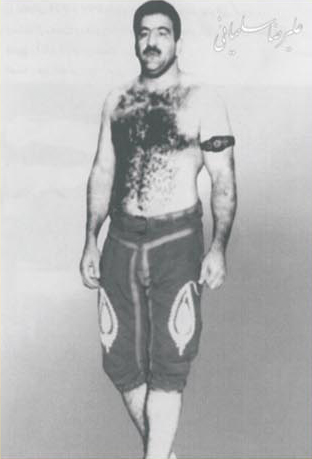
Alireza Soleimani tiene la mayor cantidad de títulos (6 veces en total: 1358,1361–62, 1364-65, 1369) y es apodado Pahlevan Bashi

## Período inicial (651-1450)[5]
- Abu Musulmanes-e Khorasani
- Yaghub-e Laiz
- Babak khorramdin
- Asad Kermani
- Abdul Razagh Bashtini
- Shirdel Kohneh Savar
- Mahmood Kharazmi (Pahlavan-e Bozorg), fue conocido como Pouriya-ye Vali
- Mohammad Abol-seyyed Abolkheyr
- Mahmood Malani
- Darvish Mohammad Khorassani

## Período medio (1450-1795)[5]
- Mirza Beyk-e Kashani
- Beyk-e Khorassani
- Hossein-e Kord
- Mir Baqer
- Jalal Yazdi
- Kabir-e Esfahani (Pahlavan-e Bozorg)
- Kalb Ali Aqa Jar

## Período pre-moderno (1795-)[6]
- Haj Sayyed Hasan Razaz (Pahlavan-e Bozorg), también conocido como Pahlavan Shoja at
- Ali Asghar Yazdi
- Haj Reza Qoli Tehrani
- Mohammad Mazar Yazdi
- Shaban Siyah Qomi
- Yazdi Bozrog (Pahlavan-e Bozorg)
- Akbar Khorassani
- Abolqasem Qomi
- Hossein Golzar-e Kermanshahi
- Sadeq-e Qomi
- Mirza Hashem Akbarian Tefaghi, Moblsaz Esfahani
- Yazdi Kuchak (último oficial Pahlavan de Irán)
- Aziz Khan Rahmani /Kurdistani también conocido por Sanandaji (Medalla de Oro en 1945)[cita requerida]

## Pahlevans modernos[1]
| Año                    | Año   | Pahlevan                | ciudad              |
| Gregoriano             | Iraní | Pahlevan                | ciudad              |
| ---------------------- | ----- | ----------------------- | ------------------- |
| 1944–45                | 1323  | Mostafa Tousi           | Jorasán             |
| 1945–46                | 1324  | Mostafa Tousi           | Jorasán             |
| 1946–47                | 1325  | Mostafa Tousi           | Jorasán             |
| 1947–48                | 1326  | Ziaeddin Mirghavami     | Teherán             |
| 1948–49                | 1327  | Abolghasem Sakhdari     | Jorasán             |
| 1949–50                | 1328  | Abbas Zandi             | Teherán             |
| 1950–51                | 1329  | Ahmad Vafadar           | Jorasán             |
| 1951–52                | 1330  | Ahmad Vafadar           | Jorasán             |
| 1952–53                | 1331  | Ahmad Vafadar           | Jorasán             |
| 1953–54                | 1332  | Abbas Zandi             | Teherán             |
| 1954–55                | 1333  | Abbas Zandi             | Teherán             |
| 1955–56                | 1334  | Abbas Zandi             | Teherán             |
| 1956–57                | 1335  | No realizado            | No realizado        |
| 1957–58                | 1336  | Gholamreza Takhti       | Teherán             |
| 1957–58                | 1337  | Gholamreza Takhti       | Teherán             |
| 1957–58                | 1338  | Gholamreza Takhti       | Teherán             |
| 1958–59                | 1339  | No realizado            | No realizado        |
| 1959–60                | 1340  | Yaghoub-Ali Shorouzi    | Jorasán             |
| 1960–61                | 1341  | Mansour Mehdizadeh      | Teherán             |
| 1342–1343 No realizado |       |                         |                     |
| 1965–66                | 1344  | Mansour Mehdizadeh      | Teherán             |
| 1345–1353 No realizado |       |                         |                     |
| 1975–76                | 1354  | Reza Soukhteh-Saraei    | Mazandarán          |
| 1355–1357 No realizado |       |                         |                     |
| 1979–80                | 1358  | Alireza Soleimani       | Teherán             |
| 1359–1360 No realizado |       |                         |                     |
| 1982–83                | 1361  | Alireza Soleimani       | Teherán             |
| 1983–84                | 1362  | Alireza Soleimani       | Teherán             |
| 1984–85                | 1363  | Mohammad-Hassan Mohebbi | Kermanshah          |
| 1985–86                | 1364  | Alireza Soleimani       | Teherán             |
| 1986–87                | 1365  | Alireza Soleimani       | Teherán             |
| 1987–88                | 1366  | Mohammad-Reza Tupchi    | Teherán             |
| 1988–89                | 1367  | Mohammad-Hassan Mohebbi | Kermanshah          |
| 1989–90                | 1368  | Mohammad-Reza Tupchi    | Teherán             |
| 1990–91                | 1369  | Alireza Soleimani       | Teherán             |
| 1991–92                | 1370  | Majid Ansari            |                     |
| 1992–93                | 1371  | Ayyoub Bani-Nosrat      | Azerbaiyán Oriental |
| 1993–94                | 1372  | Ayyoub Bani-Nosrat      | Azerbaiyán Oriental |
| 1994–95                | 1373  | Mahmoud Miran           | Teherán             |
| 1995–96                | 1374  | Mahmoud Miran           | Teherán             |
| 1996–97                | 1375  | Mahmoud Miran           | Teherán             |
| 1997–98                | 1376  | Mahmoud Miran           | Teherán             |
| 1998–99                | 1377  | Hamid Ghashang          | Jorasán             |
| 1999–00                | 1378  | Hamid Ghashang          | Jorasán             |
| 2000–01                | 1379  | Mahmoud Mohammadi       | Teherán             |
| 2001–02                | 1380  | Amin Rashidlamir        | Jorasán             |
| 2002–03                | 1381  | Hamid Ghashang          | Jorasán             |
| 2003–04                | 1382  | Abdolreza Kargar        | Jorasán             |
| 2004–05                | 1383  | Abdolreza Kargar        | Jorasán             |
| 2005–06                | 1384  | No realizado            | No realizado        |
| 2006–07                | 1385  | Shahrokh Sedaghatizadeh | Mazandarán          |
| 2007–08                | 1386  | Fardin Masoumi          | Gilán               |
| 2008–09                | 1387  | Amin Rashidlamir        | Jorasán             |
| 2009–10                | 1388  | Arash Mardani           | Lorestán            |
| 2010–11                | 1389  | Arash Mardani           | Lorestán            |
| 2011–12                | 1390  | Arash Mardani           | Lorestán            |
| 2012–13                | 1391  | Jaber Sadeghzadeh       | Mazandarán          |
| 2013–14                | 1392  | Ahmad Mirzapoor         | Jorasán             |
| 2014–15                | 1393  | Parviz Hadi             | Azerbaiyán Oriental |
| 2015–16                | 1394  | Jaber Sadeghzadeh       | Mazandarán          |
| 2016–17                | 1395  | Jaber Sadeghzadeh       | Mazandarán          |